# Selma Mahlknecht
Selma Mahlknecht, född 21 mars 1979 i Meran i Sydtyrolen i Italien, är en tyskspråkig författare.
Selma Mahlknecht växte upp i Plaus och har studerat dramaturgi i Wien. Hon bor i Sydtyrolen men har bott kortare perioder i Österrike och Schweiz. Hon skriver dramatik och har publicerat en rad novellsamlingar samt två romaner.